# Kočićevo
Kočićevo (cyr. Кочићево) – wieś w Bośni i Hercegowinie, w Republice Serbskiej, w gminie Gradiška. W 2013 roku liczyła 463 mieszkańców.